# Beautiful, Dirty, Rich
Beautiful, Dirty, Rich는 미국의 가수 레이디 가가의 첫 번째 정규 앨범 The Fame의 첫 번째 프로모션 싱글이다. 2008년 9월 16일에 인터스코프 레코드에서 발매하였다.

## 인증
| 국가                       | 인증 | 판매량/출하량 |
| -------------------------- | ---- | ------------- |
| 영국                       | —    | 53,000        |
| 미국 (RIAA)                | 골드 | 500,000^      |
| ^출하량을 기반으로 한 인증 |      |               |